# Instituto Agronômico de Campinas
O Instituto Agronômico de Campinas (IAC), órgão de pesquisa da Agência Paulista de Tecnologia dos Agronegócios, da Secretaria de Agricultura e Abastecimento do Estado de São Paulo, tem sua sede no município de Campinas. Fundado em 1887 pelo imperador D. Pedro II, recebeu a denominação de Imperial Estação Agronômica de Campinas e, em 1892, passou para o Governo do Estado de São Paulo, que durante a primeira metade do século XX, fomentou a criação dos institutos científicos, resultando em um marco na história do estado, devido ao seu papel inovador e às suas ligações com o desenvolvimento industrial e econômico.
A Instituição tem como missão gerar e transferir Ciência e Tecnologia para o Negócio Agrícola, visando à otimização dos sistemas de produção vegetal e ao desenvolvimento sócio-econômico com qualidade ambiental. Sua atuação garante ainda a oferta de alimentos à população e matéria-prima à indústria, cooperando para a segurança alimentar e para a competitividade dos produtos no mercado interno e externo.

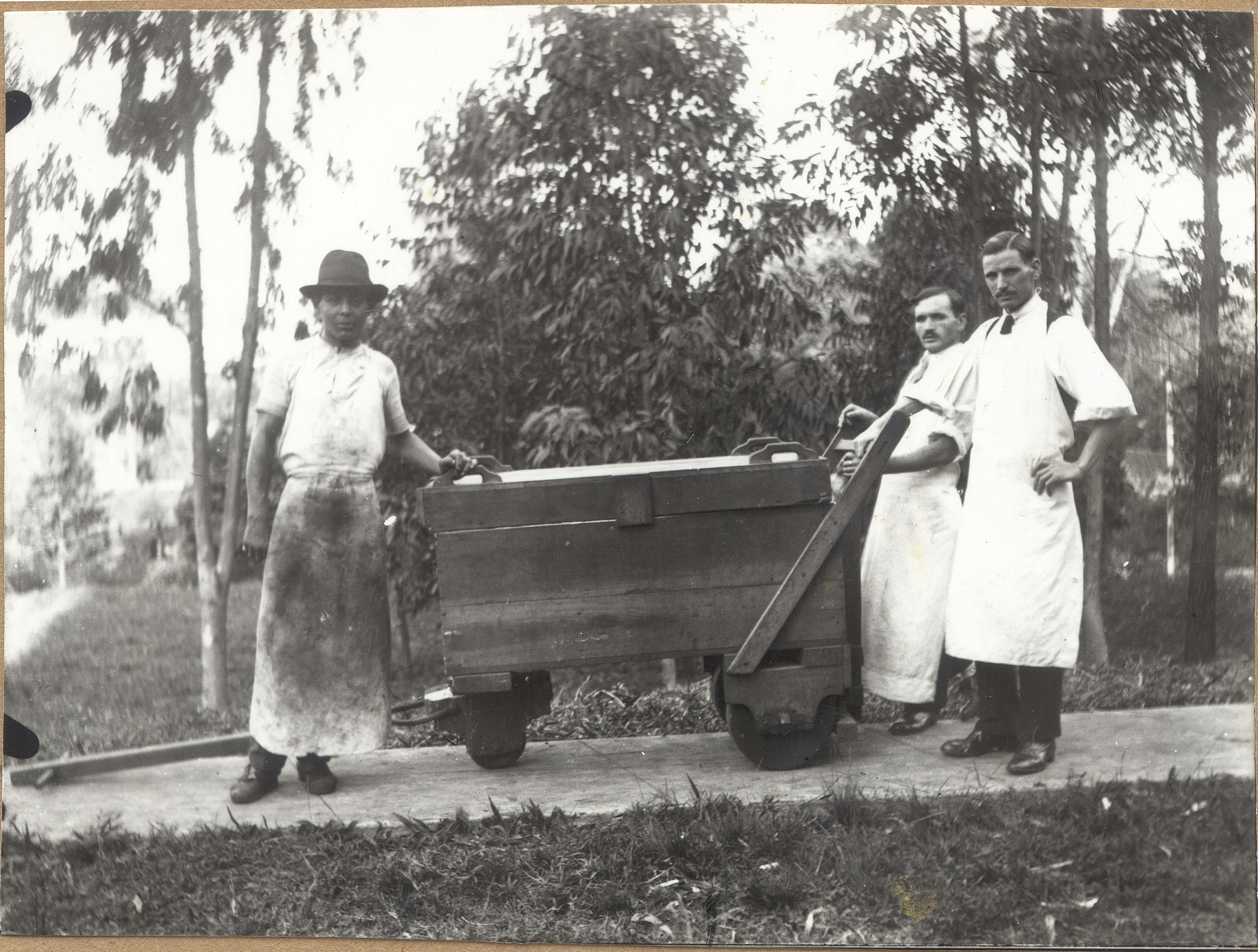
Funcionários do IAC (década de 1910)

Em 1978, o IAC tinha 3 mil funcionários, número reduzido a 172 pesquisadores científicos e 391 funcionários de apoio, em 2005. O IAC tinha 30 unidades em outros municípios, em 1998, número que igualmente sofreu forte redução passando a 4 unidades em outros municípios, em 2005. Devido à perda, com falta de reposição de pesquisadores científicos e funcionários de apoio, bem como de estrutura e recursos financeiros de modo geral, tem sido apontado um desmonte da instituição de pesquisa.

## Pesquisa Agrícola

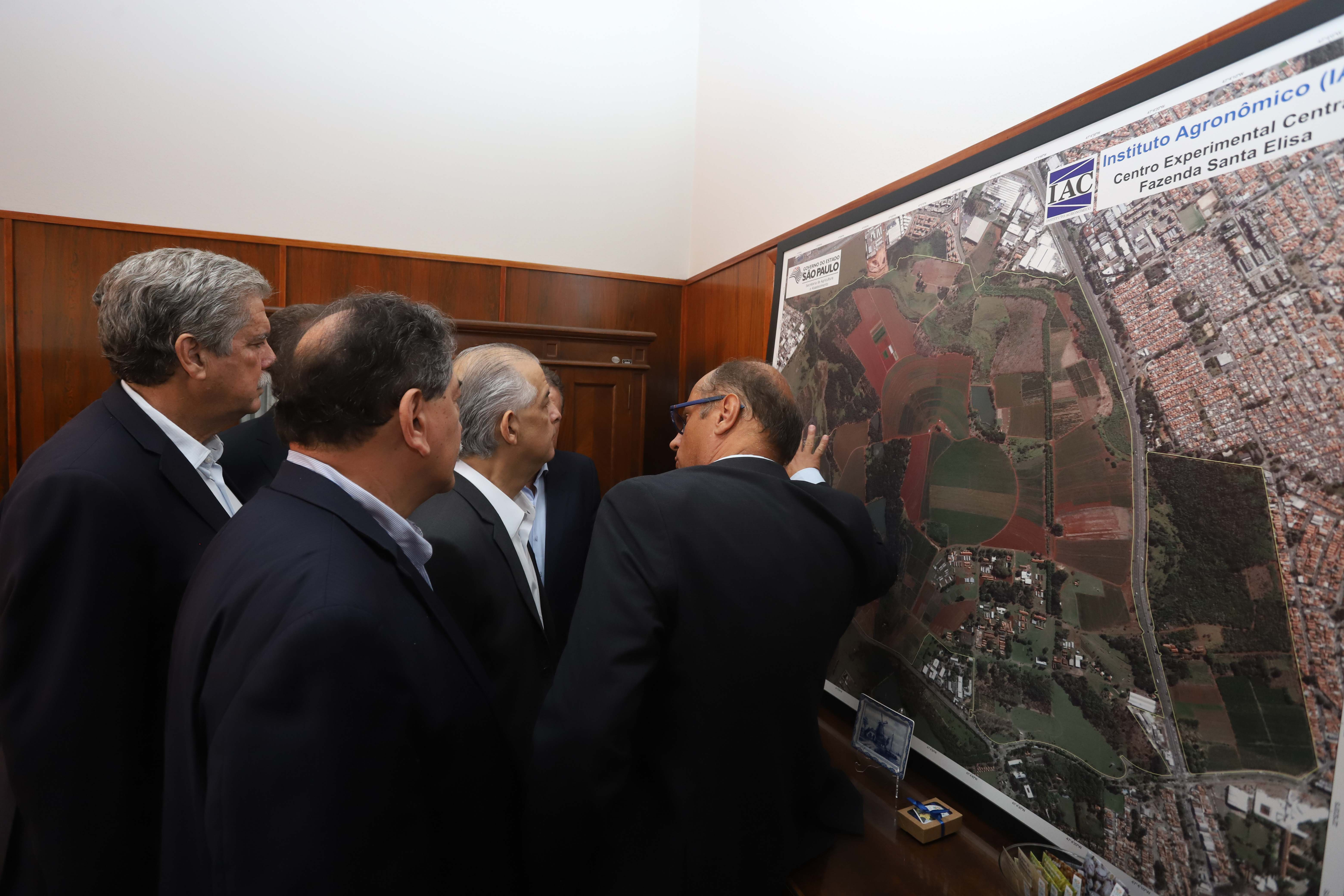
Painel com foto aérea da Fazenda Santa Elisa

O programa de pesquisa do Instituto Agronômico (IAC) consiste na execução de cerca de 645 projetos de pesquisa, dentro de praticamente todos os programas executados pela Secretaria de Agricultura e Abastecimento do Estado de São Paulo. Destacam-se ações nas cadeias de produção do café, citros, cana-de-açúcar, grãos e fibras em geral, horticultura de mesa, envolvendo olerícolas, frutas frescas e flores, bem como nas áreas básicas de solo e clima, fitossanidade vegetal, mecanização agrícola, etc., com objetivos de fornecer subsídios técnicos às áreas básicas de desenvolvimento sustentável e agricultura familiar. Os projetos, realizados mediante ensaios e testes no campo, em casas de vegetação e em laboratórios, resultam em novos cultivares, novas tecnologias ou novos processos.

### Fitotecnia e Melhoramento de Culturas
Resultados expressivos têm sido obtidos na área de melhoramento genético e técnicas culturais. Mais de quinhentos cultivares foram colocados à disposição da lavoura paulista e brasileira no decorrer dos 118 anos de atividade, fornecendo material para alimentação humana e animal, para indústria e para fins ornamentais e medicinais. Os laboratórios de ciências biológicas desenvolvem técnicas modernas, constituindo recursos para a aceleração dos trabalhos de seleção e melhoramento genético das culturas, abreviando o período que vai desde a concepção de um projeto de pesquisa até a disponibilidade da tecnologia ao produtor.

### Solo e Clima
As pesquisas básicas e aplicadas no sistema solo-planta-atmosfera envolvem reconhecimento dos tipos de solo, estudos de adubação e nutrição de plantas, irrigação e conservação do solo, visando a sua máxima produção econômica, sem degradá-lo, e preservando a qualidade do ambiente. Levantamentos do meio físico com o uso de técnicas de sensoriamento remoto e inventários climáticos são integrados, visando gerar mapeamentos através do Sistema Geográfico de Informações (SGI), fornecendo subsídios para a orientação do agricultor no planejamento agrícola e para a segurança ambiental. A diversidade das condições climáticas no Estado tem sido avaliada por arquivos de informações agrometeorológicas centenários, orientando os usuários em geral quanto à potencialidade agrícola regional.

### Engenharia Agrícola
Os laboratórios da Engenharia Agrícola realizam estudos sobre maquinaria agrícola, dinamometria e materiais. Suas ações estão voltadas para a viabilidade de tecnologias adaptadas, desenvolvimento e protótipos de máquinas agrícolas e mecanismos visando aumentar sua eficiência agrícola, ensaios para avaliação do seu desempenho, adequação de implementos à fonte de potência, adequação da máquina agrícola às necessidades da cultura e fontes alternativas de energia aplicadas à agricultura. Destacam-se, ainda, seus estudos comparativos de pneus agrícolas, mecanização com tração animal, pulverização de culturas e utilização de energia solar na secagem de grãos e desinfecção de solos para viveiros.

### Ciências Biológicas
Os laboratórios de botânica, citologia e citogenética, biotecnologia, fisiologia de plantas, fitoquímica, biologia molecular, fitopatologia, entomologia, virologia, nematologia e tecnologia de sementes, fibras e fios, desenvolvem pesquisas básicas e aplicadas, para suporte aos trabalhos de fitotecnia e melhoramento de plantas, visando à obtenção de cultivares mais produtivos, com características agronômicas e de qualidade superior, e também mais resistentes a pragas, doenças e condições adversas do ambiente de cultivo. visam, também, ao desenvolvimento de novas técnicas de sanidade para proteção das plantas cultivadas.

## Produção de Bens e Prestação de Serviços

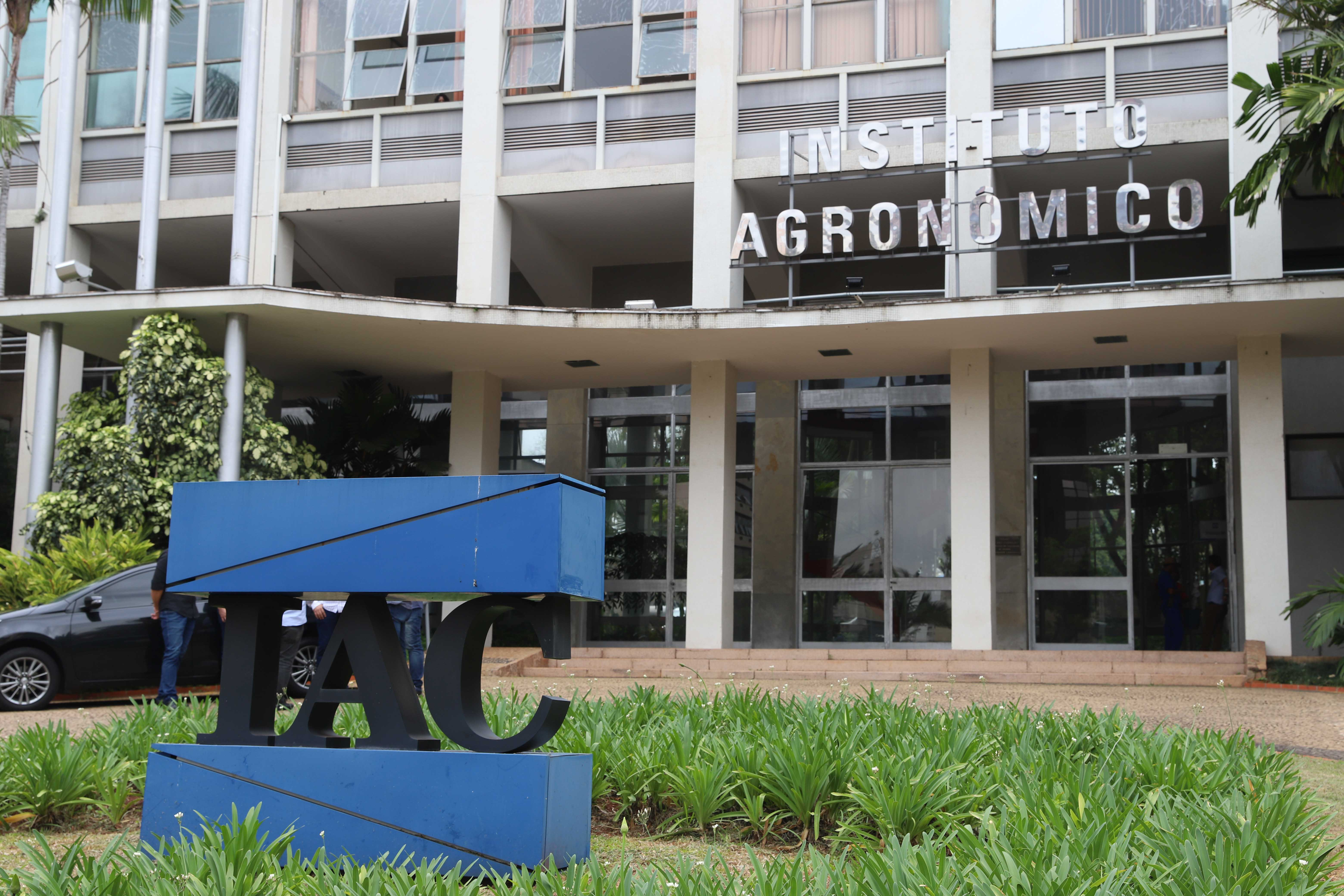
Fachada do prédio do IAC

Através da produção de bens e prestação de serviços, o IAC tem uma ação mais direta sobre a agricultura, tornando-se, assim, conhecido pela comunidade. Embora essa atuação resulte da ação da pesquisa, a qualidade dos serviços prestados e dos bens produzidos faz com que assuma relevante papel na vida da Instituição e represente seu melhor cartão de visitas. Muitos dos serviços prestados servem de padrão de qualidade a outras instituições ou laboratórios do Estado e do País.

### Produção de bens
- Sementes genéticas e básicas de cultivares melhorados;
- Borbulhas e estacas de plantas sadias;
- Batatas-sementes;
- Mudas de morango livres de vírus;
- Mudas de citros microenxertadas e livres de vírus;
- Inoculantes para fixação biológica do nitrogênio e fungos micorrízicos.

### Prestação de serviços
- Análise química de solos e plantas;
- Análise tecnológica de fibras e fios;
- Análise tecnológica de sementes;
- Análise sanitária de sementes e plantas.
- Análise de produtos vegetais:
  - Identificação de material botânico e informações técnicas;
  - Introdução, quarentena e intercâmbio de germoplasma;
  - Testes de tratores e motores;
  - Informação agrometeorológica;
  - Planejamento de uso agrícola da terra.

Devido ao seu valor histórico, científico, cultural, ambiental e/ou arquitetônico, a sede do IAC, incluindo suas edificações, mobiliário, estufas e Arboreto do Parque, localizados na Avenida Barão de Itapura, no. 1 481 são bens tombados pelo Condepacc - Conselho de Defesa do Patrimônio Cultural de Campinas, bem como a Mata Santa Elisa, área florestal remanescente, localizada na Fazenda Santa Elisa, área experimental do IAC, localizada na Avenida Theodureto de Almeida Camargo, 1500.

## Difusão de Tecnologia e Treinamento

### Publicações Técnico-Científicas
A divulgação dos trabalhos técnico-científicos e demais informações geradas na Instituição é feita por meio de publicações do IAC, tais como Boletim Técnico, Boletim científico e Documentos IAC; e dos periódicos "Bragantia" - Revista de Ciências Agronômicas (aberta à comunidade científica para a publicação de artigos originais e indexada no Brasil e no exterior), e "O Agronômico" - Boletim técnico informativo (que divulga a Instituição e fatos correlatos, em linguagem clara e informal).
A difusão de tecnologia do IAC também se traduz por Cursos, Dias de Campo, Ciclo de Palestras, Seminários, Simpósios e outros eventos, para público dos mais variados interesses, contando com palestrantes da própria Instituição e de outras, buscando, assim, transferir os mais recentes conhecimentos aos usuários.

### Biblioteca
O IAC conta com uma Biblioteca especializada na área de Agronomia, com cerca de 33 000 exemplares de livros, 81 300 Boletins e 2 860 títulos de periódicos, sendo considerada uma das mais representativas e antigas do Brasil.

### Estágios
São oferecidos pelo Instituto Agronômico estágios para profissionais e estudantes de nível superior nas áreas de Agronomia, Biologia e outras correlatas com sua atuação. Em casos específicos, abre vagas de estágios em especialidades de nível médio, como técnico de laboratório, técnico agrícola, técnico de computação e outras.

### Pós-graduação
O curso de Pós-graduação em Agricultura Tropical e Subtropical do Instituto Agronômico (IAC), referendado pela CAPES com nota 5, tem como objetivo a formação de pesquisadores, docentes e profissionais especializados, ao nível de MESTRADO. Podem ser candidatos ao curso engenheiros agrônomos, engenheiros agrícolas, biólogos e outros profissionais portadores de diplomas universitários que desenvolvam atividades relacionadas com as ciências agronômica e ambiental. O curso tem duração de dois anos, com ingresso anual e início do ano letivo em março. Os aluno deverão completar um mínimo de 140 créditos, sendo 50 em disciplinas e trabalhos e 90 pela Dissertação. Os alunos deverão ter créditos em disciplinas obrigatórias da área de concentração e os restantes, cursando disciplinas optativas da própria área de concentração, de domínio conexo de outros cursos do IAC e/ou de outros cursos de Pós-graduação.
O curso de Pós-graduação em Agricultura Tropical e Subtropical do Instituto Agronômico (IAC) tem três Áreas de Concentração: 
- Gestão de Recursos Agroambientais;
- Genética, Melhoramento e Biotecnologia Vegetal;
- Tecnologia da Produção Agrícola.